# 岡波総合病院
岡波総合病院（おかなみそうごうびょういん）は、三重県伊賀市にある医療機関。

## 概要
1898年（明治31年）に猪木久馬三により猪木病院として設立。1922年（大正11年）に伊賀市上野桑町1734番地に移転して岡波病院となった。
2023年（令和5年）1月1日に伊賀市上之庄に移転し、1月4日から外来診療を開始することになった。
移転後は伊賀地域における急性期医療全般を担うこととなり、高度急性期10床、急性期227床、回復期98床の計335床となった。

## 病床数
- 一般病床335床（うちICU10床、回復期リハビリテーション病床50床、地域包括ケア病床48床）[2]。

## 診療科
2023年1月移転後の診療科
- 内科
- 消化器内科
- 循環器内科
- 糖尿病外来
- 小児科
- 呼吸器科
- 神経内科
- 放射線科
- 外科
- 整形外科
- 脳神経外科
- 心臓血管外科
- 泌尿器科
- 眼科
- 耳鼻咽喉科
- 歯科口腔科
- 皮膚科
- 婦人科
- 心臓リハビリテーション外来
- 麻酔科
- 肛門科
- 人工透析センター
- リハビリテーション科

## 住所
- 伊賀市上之庄2711番地1（2023年1月移転）[3]

## 交通アクセス
- バス
  - 三交バス「岡波総合病院」下車

なお、病院移転後、旧病院（伊賀市上野桑町）との間で無料マイクロバスが運行されている。

## 関連施設
以下の関連施設は2023年1月に岡波総合病院とともに伊賀市上之庄2711番地1に移転。
- 介護老人保健施設おかなみ
- 居宅介護支援事業所おかなみ
- 訪問看護ステーションおかなみ
- 訪問リハビリテーションセンター
- 岡波病院デイケアセンター（介護老人保健施設おかなみデイケア・岡波総合病院リハビリテーションセンターを統合）

以下の関連施設は2023年1月の岡波総合病院移転後も従来の住所で引き続き運営。
- 岡波看護専門学校（伊賀市上野桑町1734番地）
- 介護老人保健施設第2おかなみ（伊賀市下友生字鳥ヶ峯2916番地）
- 介護老人保健施設伊賀ゆめが丘（伊賀市ゆめが丘4-1-5）